# Veratrum album
Pour les articles homonymes, voir Varaire (homonymie).
Ne doit pas être confondu avec Vérine (impératrice).
Vératre blanc
Espèce
Classification APG III (2009)
Statut de conservation UICN

 LC  : Préoccupation mineure
Le Vératre blanc (Veratrum album), appelé aussi Hellébore blanc ou Faux-hellébore, par opposition à l'Hellébore noir (la Rose de Noël), est une plante de la famille des Melanthiaceae. Autres noms vernaculaires :  Varaire, Véraire ou Vérine. Dans le Massif central, on emploie souvent pour le désigner le mot occitan baraïre.
Le vératre blanc st une vigoureuse plante rhizomateuse dépassant un mètre de haut à tige robuste, dressée, arrondie et feuillée. C’est aussi une plante toxique pour l’homme comme pour les animaux d’élevage, à ne pas confondre avec la Gentiane jaune. Le Vératre blanc est une plante boréo-montagnarde qu'on retrouve dans la plupart des massifs montagneux du Centre et du Sud de l'Europe (rarement en-dessous de 1 000 m d'altitude), au Caucase, en Turquie, ainsi qu'en Asie tempérée ou froide (Sibérie) jusqu'au Japon. 

## Nomenclature, étymologie
La première description botanique est due à Linné sous le nom de Veratrum album dans Species Plantarum 2: 1044 en 1753.
Le nom de genre Veratrum a été introduit par Linné en 1753 (dans Species Plantarum 2: 1044), ouvrage dans lequel Linné introduit aussi le genre Melanthium (délimité par 2 ou 4 espèces restreintes à l’Est des États-Unis). Ces deux genres ont donc une égale priorité. En 1794, Thunberg a cité Veratrum comme un synonyme de Melanthium, établissant par-là la priorité de Melanthium sur Veratrum.
Veratrum est le nom latin des Helleborus.

## Synonymes
Selon POWO, Veratrum album possède 32 synonymes dont

### Synonymes homotypiques: 2
- Helleborus albus (L.) Gueldenst. in Reis. Russland 2: 196     (1791)
- Melanthium album (L.) Thunb. in Melanthio: 8 (1797

### Synonymes hétérotypiques: 30
dont
- Melanthium bracteolare Desr. in J.B.A.M.de Lamarck, Encycl. 4: 25 (1797)
- Melanthium virens Thunb. in Melanthio: 4 (1797)
- Veratrum album albicans Gaudin in Fl. Helv. 6: 311 (1830)
- etc.

## Description
Le Vératre blanc est une vigoureuse plante rhizomateuse dépassant un mètre de haut à tige robuste, dressée, arrondie et feuillée.
Les feuilles alternes, sont larges, ovales ou oblongues-lancéolées, épaisses, fortement nervées et plissées, pubescentes en dessous, embrassantes.
Les fleurs sont petites, à six tépales en étoile, blanchâtres, verdâtres ou jaunâtres, en grande panicule terminales ramifiées dans leur moitié inférieure.
Le fruit est une capsule.

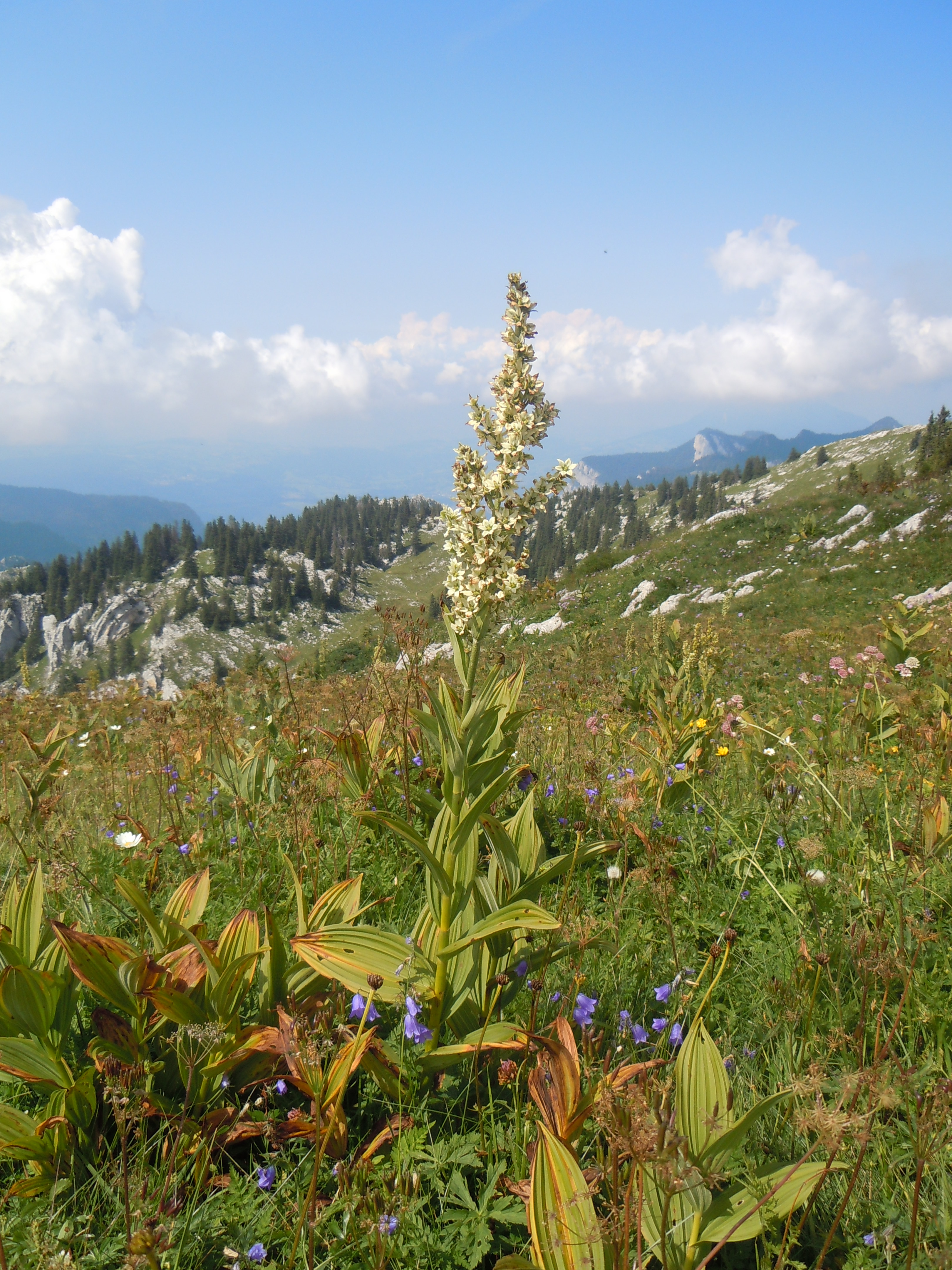
La plante dans son habitat, les prairies d'altitude, ici le Massif de la Chartreuse.
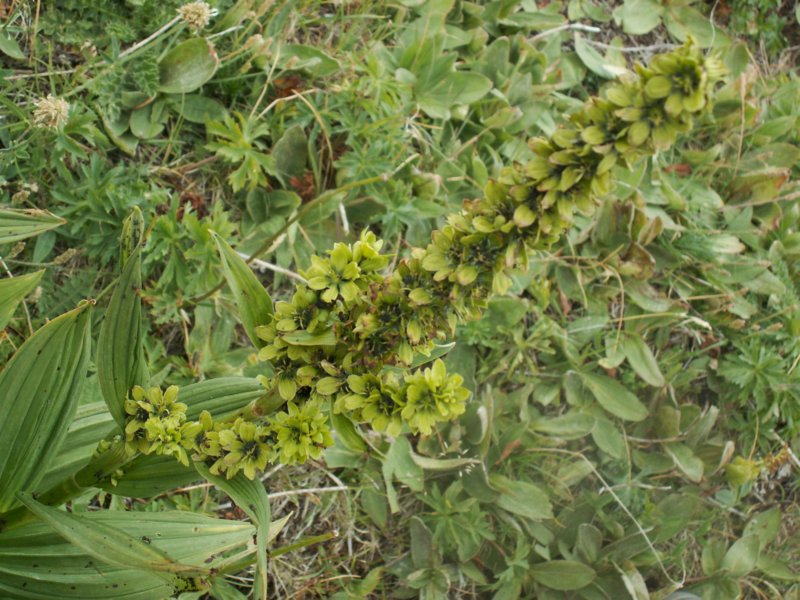
Vératre de Lobel.
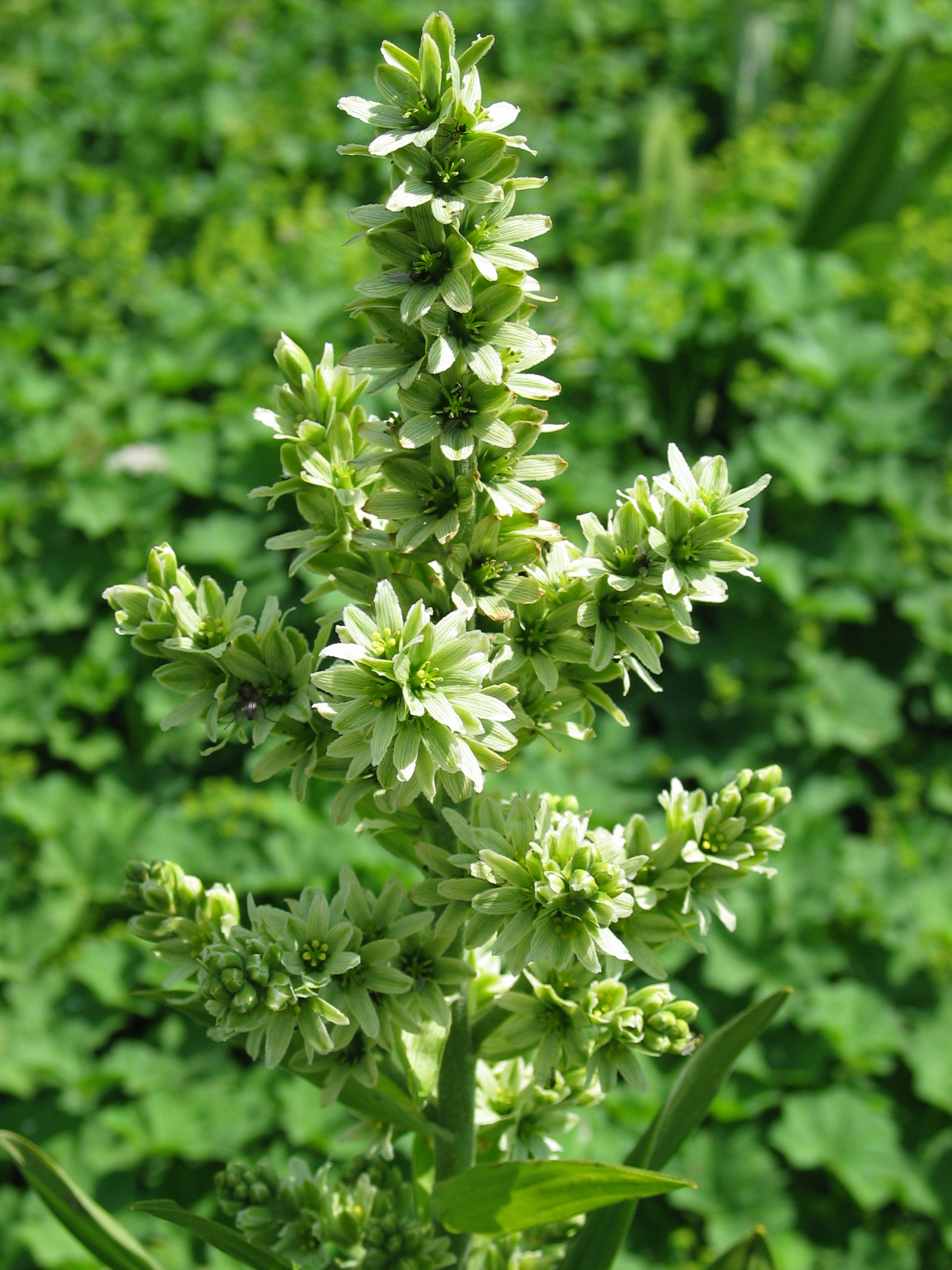
Vue des fleurs.
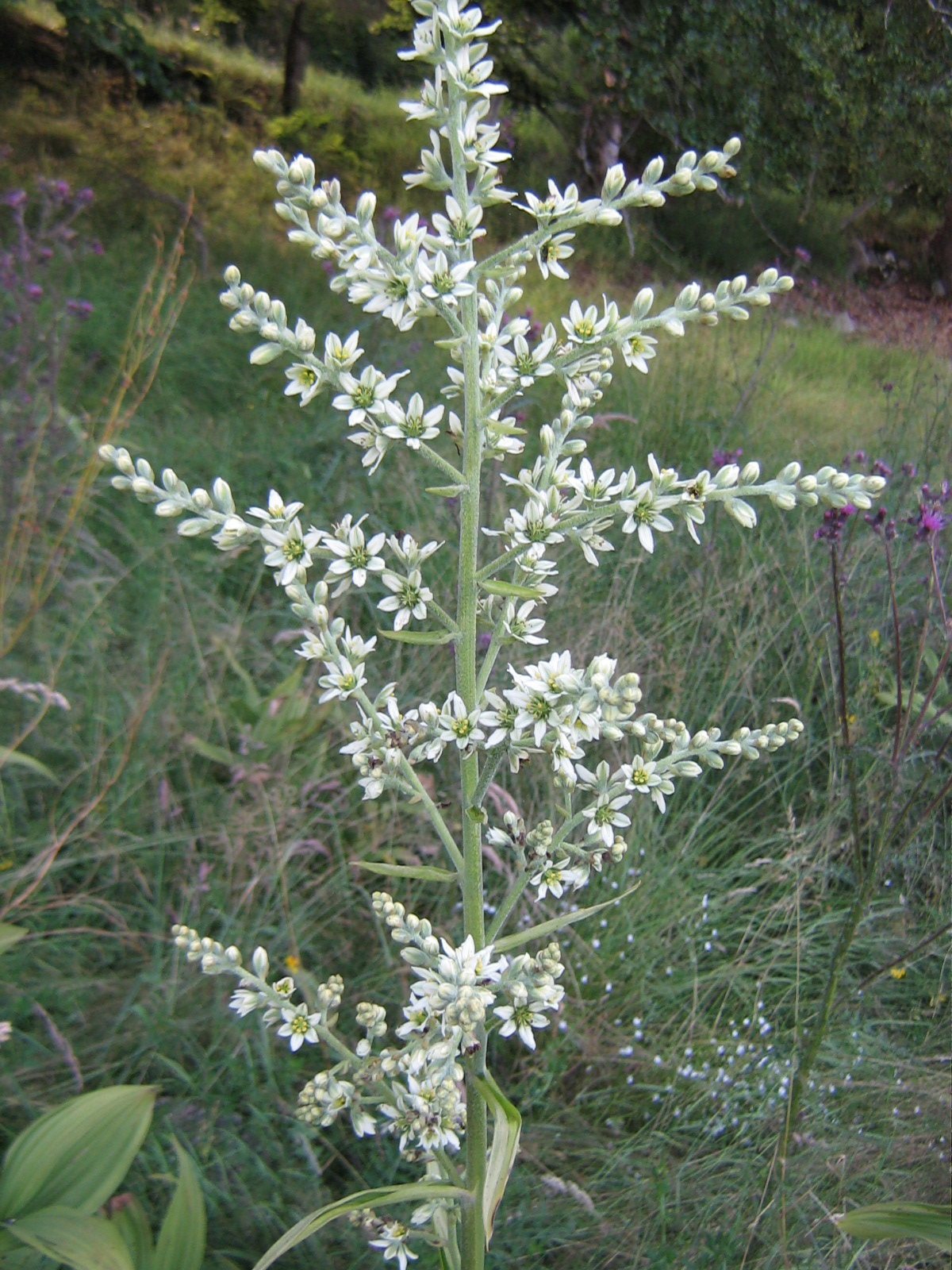
Exemple de vératre blanc sur les monts d'Aubrac (Massif central).

## Habitat
Le Vératre blanc croît dans les prairies montagnardes humides ou tourbeuses et les mégaphorbiaies.

## Répartition
Selon POWO, l’aire de répartition naturelle de cette espèce s’étend de l’Europe à l’Extrême-Orient russe du Nord. La Flora of North America (www.eFloras.org) indique « C’est la seule espèce de Veratrum à être présente en Europe, en Asie et en Amérique du Nord, et elle est probablement plus répandue dans le nord-ouest de l’Alaska que ce qui a été rapporté. Veratrum album est très variable en termes de taille, de couleur de fleur, de longueur de pédicelle et de pilosité, et il a une synonymie extensive en Eurasie. Au sein de l’espèce dans son ensemble, une série polyploïde comprenant 4x, 9x, 10x et 12x accompagne la variabilité complexe entre les populations constitutives (M. N. Tamura, 1998) ».
Le Vératre blanc est une plante boréo-montagnarde qu'on retrouve dans la plupart des massifs montagneux du Centre et du Sud de l'Europe (rarement en-dessous de 1 000 m d'altitude), au Caucase, en Turquie, ainsi qu'en Asie tempérée ou froide (Sibérie) jusqu'au Japon.
En France, elle est présente dans tous les massifs montagneux. Elle est toutefois très rare dans les Vosges (une seule station). La couleur des fleurs peut varier d'un massif à l'autre : ainsi les vératres du Massif central ont des fleurs blanches (Veratrum album subsp. album) alors que ceux des Alpes ont majoritairement des fleurs de couleur verte (Veratrum album subsp. lobelianum).

## Statuts de protection, menaces
L'espèce n'est pas encore évaluée à l'échelle mondiale par l'UICN. En Europe et en France elle est classée comme non préoccupante . Elle est considérée en danger (EN) en Lorraine et en Alsace.

## Toxicité
Toutes les parties de la plante sont toxiques et sont nocives pour l'homme comme pour les animaux d'élevage. C'est en particulier le cas pour la racine. La plante contient en effet plusieurs alcaloïdes comme la protoveratrine A (proA), la protoveratrine B (proB), la veratridine, la cevadine et la jervine. Ces trois molécules constituent en cas d'ingestion un cocktail toxique entraînant des vomissements puis une bradycardie sévère et une hypotension. Une dose de 20 mg ingérée, soit 1 à 2 g de racine séchée peut être mortelle.
L'intoxication se soigne par injection d'atropine, qui aide le cœur à retrouver un rythme normal.

## Espèce envahissante
Le Vératre blanc est une plante emblématique des alpages qui est devenue problématique du fait de sa prolifération dans des zones peu exploitées ou à exploitation irrégulière.
Son caractère toxique présente des risques pour les troupeaux qui y pâturent et est à ce titre, sujette depuis plusieurs années, à des campagnes d'arrachage notamment dans la région Auvergne-Rhône-Alpes et dans le département de Haute-Savoie,.

## Utilisations thérapeutiques
Le Vératre blanc est utilisé en homéopathie.
En décoction/usage externe, il servait autrefois en France à tuer les « poux des veaux ».

## Risque de confusion

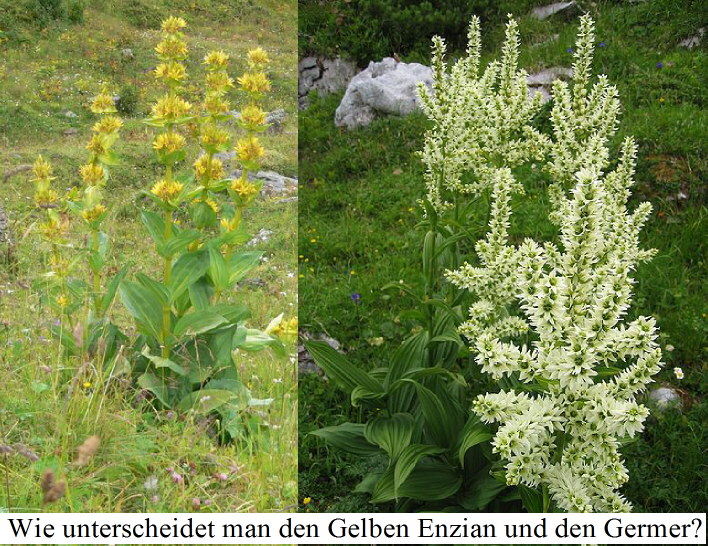
Gentiana lutea et Veratrum album

Une confusion est possible avec la Gentiane jaune : les feuilles de cette dernière sont opposées, alors que celles du vératre sont alternes. Autre différence : la racine du vératre est blanche à la cassure, alors que celle de la gentiane est jaune.